# Поваренная книга анархиста
«Поваренная книга анархиста» (англ. «The Anarchist Cookbook») — пособие по использованию обычных исходных материалов, веществ и предметов для изготовления в домашних условиях наркотических веществ, оружия, взрывных устройств, ядов.

## История
Написана в конце 1960-х (опубликована в 1971) годах американцем Уильямом Пауэллом  (William Powell) как протест против войны американского правительства во Вьетнаме. Несмотря на своё название, книга не имеет прямой связи с анархистским движением. Изначально «Поваренная книга анархиста» содержала следующие разделы:
- Изготовление взрывчатки
- Электроника, подрывная деятельность и слежка
- Наркотические вещества
- Физические приемы устранения противника в рукопашном бою

В последующие годы, в силу потенциальной опасности книги, она методично изымалась из оборота спецслужбами разных стран. Считается, что процесс был завершён с полным успехом, и к началу 1990-х из начального текста в книге остался один раздел — про наркотические вещества. До сих пор, хотя книга (в выхолощенном виде) доступна в США, она остаётся запрещённой в ряде других стран.
В «Поваренной книге» содержится много ошибок и упрощений, многие из которых были достаточно подробно задокументированы. Так, в главе, посвященной изготовлению наркотиков, приводится рецепт извлечения наркотика бананадина из банановой кожуры. На самом деле, никакого бананадина в природе не существует, он лишь был упомянут в шуточной статье в журнале Berkeley Barb в марте 1967 года. Вышедший в 1971 году обзор «Поваренной книги…» в одном из американских журналов указывал на то, что Пауэлл сильно преувеличивает психоделические свойства некоторых субстанций, которые на самом деле имеют очень слабый наркотический эффект, а в одном месте рекомендует в качестве наркотика средство, вызывающее конвульсии у заядлых потребителей морфия. В пиротехническом разделе приводятся далеко не всегда правильные рецепты изготовления взрывчатых веществ (некоторые стадии процесса попросту упущены, многие компоненты, которые рекомендует Пауэлл, очень сложно достать, в то время как их вполне можно было бы заменить более доступными и эффективными составляющими). Некоторые из веществ, рекомендуемых Пауэллом для изготовления наркотиков и взрывчатых веществ, перечислены в особом списке соответствующих ведомств США, так что их приобретение в больших количествах чревато излишним вниманием американских правоохранительных органов к человеку, их приобретающему. Другие рецепты, приведенные в книге, в частности, изготовления напалма на кухне, содержат химические формулы несуществующих веществ.
Книга обрела статус культовой и обросла легендами в среде радикально настроенной молодёжи. В конце 1990-х было сделано несколько попыток восстановить содержание книги и/или переписать её заново. Некоторые попытки завершились успехом:
- англ. «The Avenger Handbook» — «Книга мстителя»
- англ. Active Civil Disobedience — «Активное гражданское неповиновение»
- англ. The Unabom Guide to Blowing up Universities — «Руководство Унабомбера по взрыву университетов»
- «Азбука домашнего терроризма»
- «Полная русская поваренная книга анархиста (2003)»
- «Путь воина»
- «Взрывчатые и отравляющие вещества»
- «Бомба из хозмага»

## Русское издание
В 1995 году «Поваренная книга анархиста» была издана в России издательством «Русский Раритет» тиражом 30 000 экземпляров (ISBN 5-7034-0024-4).
В феврале 2009 года владельцы социальной сети «ВКонтакте» получили от прокуратуры Центрального района Санкт-Петербурга предупреждение о недопустимости публикации на их сайте материалов, пропагандирующих преступную деятельность и инструкций по её совершению. В частности, было указано на размещенную в соцсети в открытом доступе «Поваренную книгу анархиста», якобы после знакомства с которой получил ожоги 17-летний подросток.
Также существует русский дополненный аналог «Русская Кухня. Азбука «Домашнего терроризма»»

### Запрет в РФ
21 апреля  2014 года по решению Предгорного районного суда Ставропольского края «Поваренная книга анархиста» включена в Федеральный список экстремистских материалов (№2378).